# Język mor (austronezyjski)
Język mor (a. moor)  – język austronezyjski z indonezyjskiej Papui. Według danych szacunkowych z 2009 roku posługuje się nim 1500 osób.
Jego użytkownicy zamieszkują siedem wsi w grupach wysp Moor (wyspy Moor i Ratewo) i Haarlem (wyspy Mambor i Hariti) oraz na wybrzeżu Nowej Gwinei (w pobliżu Napan).
Wyróżnia się trzy dialekty: ayombai, hirom, kama. Ma charakter tonalny.
Nie jest spokrewniony z papuaskim językiem mor.